# Den Ham (Overijssel)

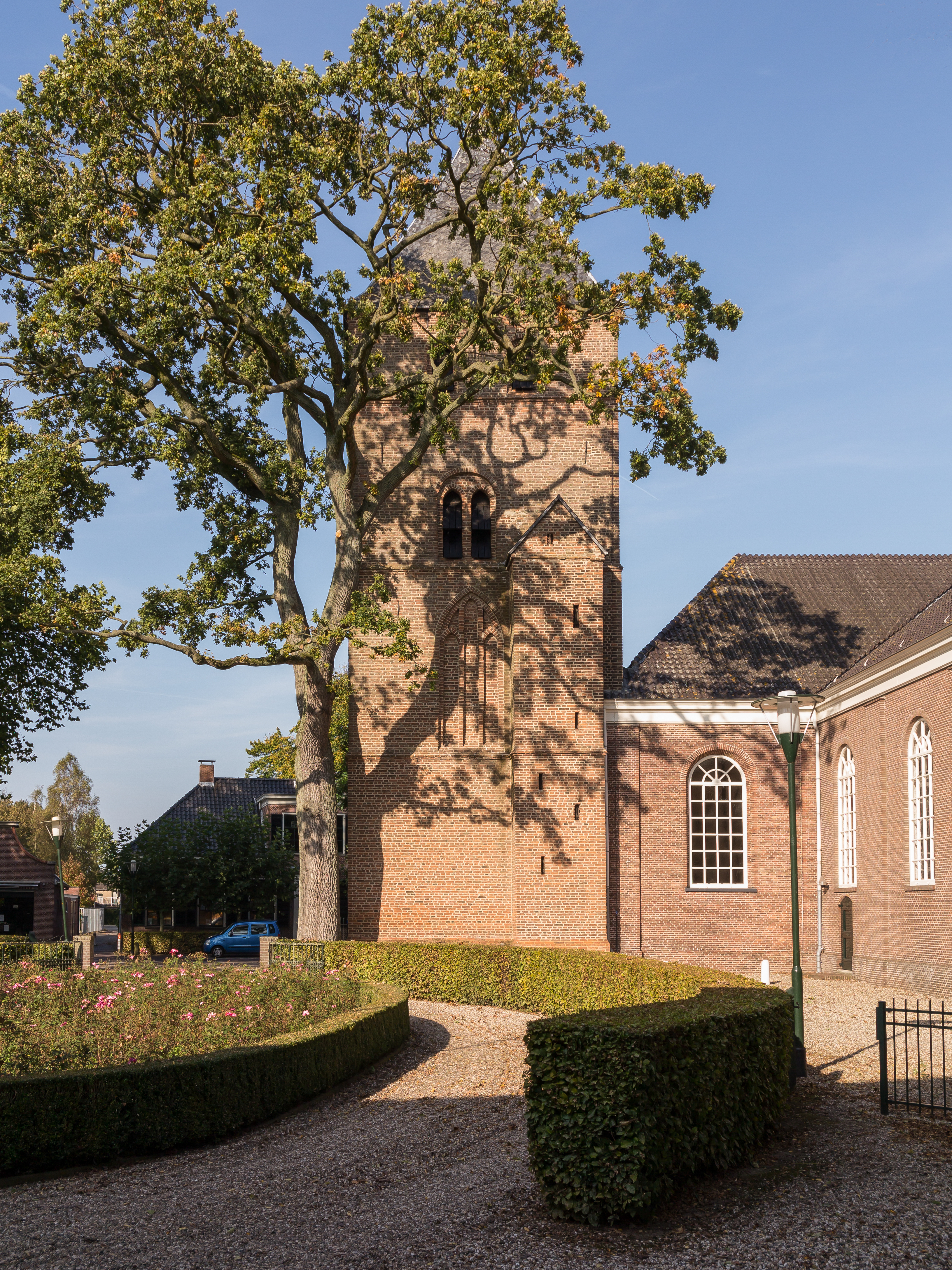
Den Ham, de Nederlands-Hervormde kerk

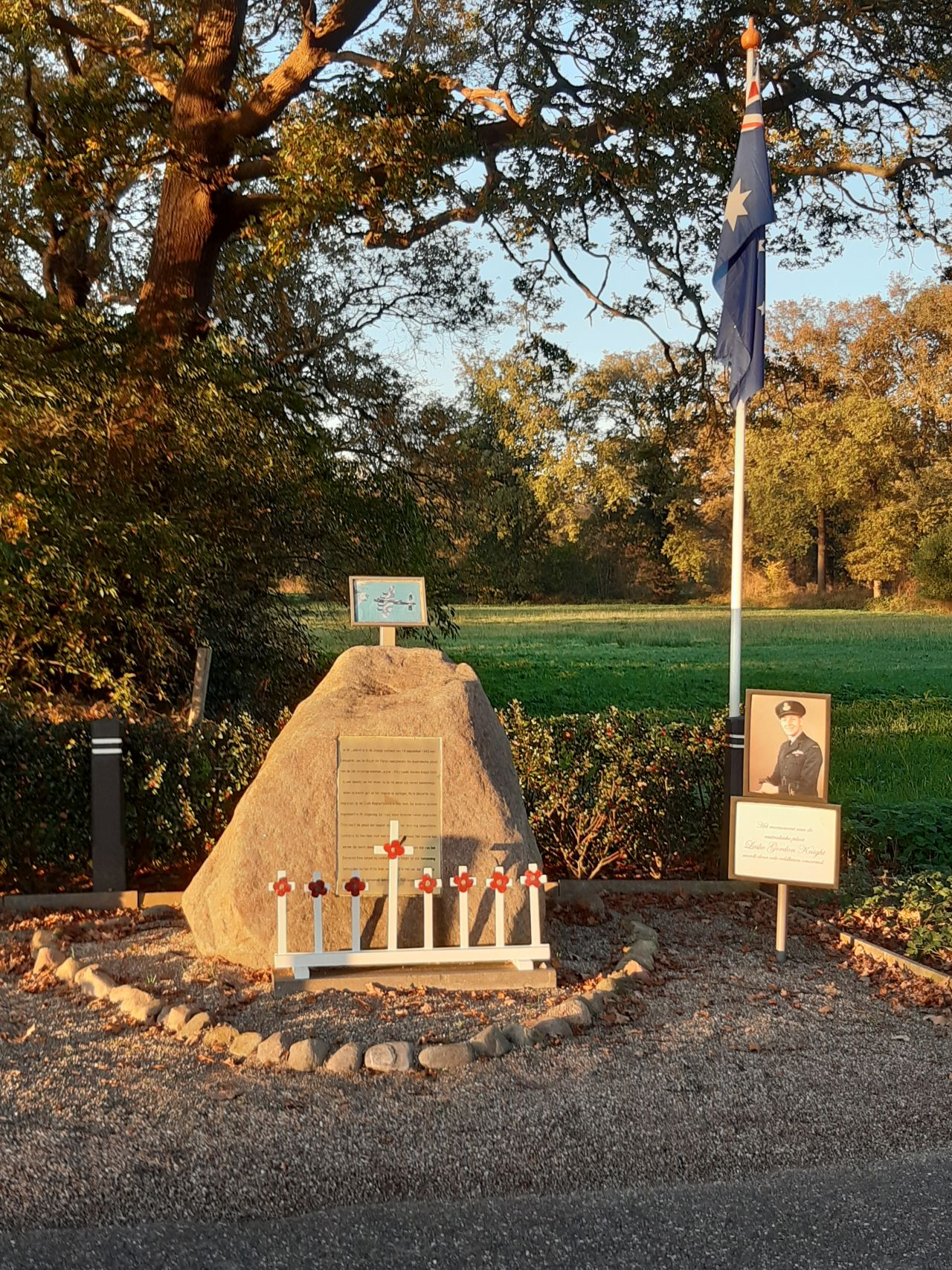
Monument voor Les Knight bij Den Ham

Den Ham (Nedersaksische uitspraak: nnám) is een brinkdorp in de gemeente Twenterand, in de provincie Overijssel, op ongeveer 8 kilometer ten zuidoosten van Ommen en 18 kilometer ten noordwesten van Almelo en telt 5.925 inwoners (1 januari 2023). Het dorp zelf behoort tot de landstreek Twente, zowel qua dialect als ook rechtshistorisch.
Van 1811 tot 1 januari 2001 vormden Den Ham en Vroomshoop een zelfstandige gemeente, namelijk gemeente Den Ham. Destijds is het opgegaan in de gemeente Vriezenveen. Deze gemeente veranderde anderhalf jaar later (per 1 juli 2002) haar naam in Twenterand.

## Geschiedenis
Den Ham wordt in 1333 voor het eerst genoemd (als parochie) in een leenakte van de heer van Egede. Het middelpunt van het oude esdorp is de brink, met daarnaast het oudste bouwwerk: de in gotische stijl gebouwde toren van de Nederlands Hervormde kerk (oorspronkelijk middeleeuws en katholiek, gebouwd tussen ongeveer 1325 en 1425). Landbouw en veeteelt vormden tot diep in de 19e eeuw het hoofdmiddel van bestaan. Het dorp was tegen 1830 zeer arm. Met de industriële revolutie kwam er langzaam een einde aan deze boerenarmoede.
Voor 1811 behoorde Den Ham tot het schoutambt Ommen, het rond de stad Ommen gelegen platteland dat destijds ook Avereest en Den Ham omvatte. Dat Den Ham een belangrijke kern in het schoutambt was blijkt uit het feit dat er na 1685 ook wel van het schoutambt Ommen en Den Ham wordt gesproken. Bij de introductie van de Franse bestuursorganisatie in 1811 werd Den Ham van het schoutambt Ommen gescheiden en een afzonderlijke gemeente.
Op 15 september 1943 offerde de Australische gevechtspiloot Les Knight, een van de leden van het 617e Squadron RAF die beroemd werden als The Dambusters, zichzelf op ten gunste van zijn bemanning - die brengt zich in veiligheid door middel van een parachute - en de gemeenschap door zijn vliegtuig 1200 meter buiten het dorp in een weiland te laten crashen. Een monument markeert deze moedige gebeurtenis. Verder liggen er sinds december 2016 vijf Stolpersteine op het adres Daarleseweg 6.
Rond 1500 waren er veel reizigers die in de herbergen van Den Ham het nodige kwamen drinken als ze op doorreis waren naar Duitsland. In de regio sprak men destijds van "Goddeloos Den Ham" ('n Goddelozen Ham') deze term wordt gekscherend nog weleens gebruikt, zonder dat dit iets te maken heeft met het huidige kerkelijke klimaat. De bevolking is merendeels van (behoudend) protestantse signatuur.
Toen de gemeente samenging met Vriezenveen stond in Den Ham een klein gemeentehuis. Het grotere gemeentehuis van de gemeente Twenterand stond in Vriezenveen. Op 30 mei 2008 is het gemeentehuis in Vriezenveen vergroot en is het gemeentehuis in Den Ham gesloten.

## Natuur
Tussen Den Ham en Ommen ligt het 300 hectare grote bewaard gebleven coulisselandschap 'Eerder Achterbroek', eigendom van Natuurmonumenten en onderdeel van landgoed Eerde.

## Cultuur
Er staan in Den Ham diverse ontwerpen van beeldhouwer en singer-songwriter Kees Huigen (1952). Ook ontwierp hij de Ons Erfgoedprijs.

### Evenementen
Sinds 2003 vindt er de eerste week van december in Den Ham een evenement plaats onder de naam Historisch Schouwspel. De geschiedenis van dorp en streek wordt uitgebeeld door meer dan 200 Hammenaren in historisch verantwoorde kostuums.

## Verkeer en vervoer
Zowel met het openbaar vervoer als ook via de weg is Den Ham bereikbaar. Langs het dorp loopt de N341 (Eerde - Vroomshoop), een 80-kilometer weg. Deze weg voert in westelijke richting langs Landgoed Eerde naar Ommen. In oostelijke richting (vanaf de plaats zelf gezien) loopt de weg via de Zandstuve naar Vroomshoop, Westerhaar-Vriezenveensewijk en uiteindelijk mondt zij uit in Kloosterhaar. Met het openbaar vervoer is het dorp enkel met de bus te bereiken. Buslijn 81 (Ommen Strangeweg - Station Ommen - Den Ham - Almelo) rijdt 1 tot 2 keer per uur. Verder rijdt buslijn 594 (Den Ham - Nijverdal) 1 keer per 2 uur.

## Geboren in Den Ham
- Hennie Schaper (1927-2013), voormalig Nederlands kampioen correspondentieschaak.
- Berend Veneberg (1963), voormalig Sterkste Man van Nederland.
- Jan Pool (1966), programmamaker, regisseur en scenarioschrijver.
- Marloes de Boer (1982), aanvoerster van het Nederlands vrouwenvoetbalelftal en het vrouwenelftal van FC Twente.
- Sanne Nijhof (1987), winnares van het eerste seizoen van Holland's Next Top Model.